# Амбам
Амбам (фр. Ambam) — город и коммуна в Южном регионе Камеруна, административный центр департамента Валле-Дю-Нтем. Исторический и культурный центр нтуму — одной из групп народа фанг. Большинство населения говорит на одноимённом языке фанг, относящемся к группе банту. В 2005 году население коммуны составляло 41 089 человек, однако большинство из них проживало не в самом городе, а в окрестных деревнях, подчинённых ему административно.

## География
Амбам расположен на крайнем юге Камеруна у границы с Экваториальной Гвинеей и Габоном на высоте около 570 метров над уровнем моря.

## Интересные факты
- В честь Амбама названо встречающееся в этом районе растение Cryptosepalum ambamense, относящееся к семейству Бобовых[2].